# Pauline Martin
Marie-Pauline Martin O. C. D, (mais conhecida como Pauline Martin) na religião Agnes de Jesus (nascida em 7 de setembro de 1861 em Alençon, França — 28 de julho de 1951 em Lisieux, França) foi uma freira francesa da Ordem dos Carmelitas Descalços. Ela é uma das irmãs de Santa Teresinha de Lisieux, uma freira com ela no Carmelo de Lisieux.
Pauline está na origem da obra autobiográfica de Teresa de Lisieux, A História de uma Alma. Como priora do convento, pediu a Teresa, em 1894, que escrevesse suas memórias de infância, que constituiria a primeira parte de seu trabalho. Após a morte de Teresa, é ela quem trabalha para publicar o manuscrito, depois de muitas releituras e organização para desenhar um trabalho em conformidade com os padrões da época. O livro teve um sucesso literário inesperado e global.

## Vida

### Infância
Pauline Martin é a segunda filha de Luis e Zélie Martin. Nascida em Alençon, na Normandia,  em 7 de setembro de 1861, ela é batizada no dia seguinte. Passou os primeiros anos de sua infância nesta cidade. Em outubro de 1868, foi enviada para o internato da Visitação em Le Mans para estudar. Ela termina seus estudos em 1 de Agosto de 1877. Era descrita como: "boa aluna, estudiosa e inteligente" .
Pauline, muito piedosa, faz sua primeira comunhão em 2 de julho de 1872, e nesta ocasião pensa, pela primeira vez, em se tornar uma religiosa. Em 1876, sua mãe Zélie descobriu um tumor fibroso no seio. Além disso, a saúde de sua irmã Marie Dosithée preocupa-se, a situação da piora e, em 24 de fevereiro, Marie morre de tuberculose. Com sua mãe Zelie e suas irmãs Marie e Léonie, foram em uma peregrinação a Lourdes em 18 de junho de 1877, para pedir a cura de Zélie Martin. Mas Zélie morre em 28 de agosto de 1877. A família está chateada, a filha mais velha, Marie, cuida da casa da família e Teresa escolhe Pauline como segunda mãe. A família Martin mudou-se para Lisieux, onde se mudou para a vila Les Buissonnets .

### Entrada para o convento
Em 1882, Pauline decidiu juntar-se às ordens e escolheu integrar o convento das Irmãs da Visitação em Le Mans. Mas em 16 de fevereiro de 1882, enquanto rezava em frente à estátua de Nossa Senhora do Monte Carmelo, na igreja Saint-Jacques em Lisieux, Pauline percebe que ela gostaria de ser carmelita. Ela então pede para mudar a congregação, e em 2 de outubro de 1882, ela entra aos 21 anos como postulante no Carmelo de Lisieux.
Sua partida da casa da família causa grande pesar à sua irmã Teresa, que se sente "abandonada uma segunda vez". No entanto, as duas irmãs permanecem conectadas por correio, e Pauline prepara Teresa para sua primeira comunhão graças a numerosas cartas. Em 6 de abril de 1883, quando ela pegou suas roupas, Pauline escolheu o nome da irmã Agnès de Jésus. Em 8 de maio de 1884, ela pronunciou seus votos perpétuos, ao mesmo tempo em que Teresa fez sua primeira comunhão.
Após a morte da mãe Geneviève, Agnès de Jésus foi eleita priora em 20 de fevereiro de 1893. Ela permaneceu neste posto até a eleição de Madre Maria de Gonzaga em 21 de março de 1896 .

### Priora do convento
Em 1902, Madre Inês de Jesus foi reeleita priorada do convento. Ela está de volta em 1909, quando da elaboração do "julgamento de beatificação de Teresa de Lisieux, e depois, em 31 de maio de 1923, ela foi novamente, e o Papa Pio XI, com permissão especial, chama-lhe " Priora" do Carmelo de Lisieux. Madre Agnès trabalhou ativamente no projeto da Basílica de Santa Teresa de Lisieux : ela coordenou os projetos, desde a concha até os mínimos detalhes. A primeira pedra é colocada em 30 de setembro de 1929 e a inauguração oficial acontece em 11 de julho de 1937.
Mãe Agnès recebia muitas visitas eclesiásticas e várias personalidades. Mantinha uma correspondência considerável e, assim, tornou-se "um elemento importante da radiância de Teresa no mundo".
Desde 1926, ela tem uma correspondência com Charles Maurras seguido e intervém com o papa sobre o tema da condenação da Ação Francesa.
Durante os desembarques na Normandia, a cidade de Lisieux está na linha de frente. Em 7 de junho de 1944, a cidade de Lisieux está em chamas. O Superior da Missão da França ordena a Madre Agnès que deixe o mosteiro com toda a comunidade para se refugiar na cripta da Basílica de Lisieux. O exílio da comunidade dura 80 dias. Em 27 de agosto de 1944, a comunidade carmelita une-se novamente ao seu Carmelo, que manteve-se intacto.
Em janeiro de 1949, Madre Agnès sofria de congestão pulmonar. Ela morre em 28 de julho de 1951, aos 89 anos.
Seu funeral solene foi celebrado na presença do Bispo Picaud, Bispo de Bayeux e Lisieux.